# 437
437（四百三十七、四三七、よんひゃくさんじゅうなな）は自然数、また整数において、436の次で438の前の数である。

## 性質
- 437は合成数であり、約数は 1, 19, 23, 437 である。
  - 約数の和は480。
- 135番目の半素数であり、1つ前は427、次は445。
- 437番目の素数：3049
- 437 = 19 × 23
  - 2つの連続する素数の積で表せる8番目の数である。1つ前は323、次は667。(オンライン整数列大辞典の数列 A006094)
- 437 = 12 + 62 + 202 = 22 + 122 + 172 = 42 + 142 + 152 = 72 + 82 + 182 = 92 + 102 + 162
  - 3つの平方数の和5通りで表せる18番目の数である。1つ前は419、次は449。(オンライン整数列大辞典の数列 A025325)
  - 異なる3つの平方数の和5通りで表せる13番目の数である。1つ前は425、次は449。(オンライン整数列大辞典の数列 A025343)
- 各位の和が14になる29番目の数である。1つ前は428、次は446。
- 437 = 212 − 4
  - n = 21 のときの n2 − 4 の値とみたとき1つ前は396、次は480。

## その他437に関すること
- 面白い数のパラドックス